# GAARlandia
Le GAARlandia est un ancien pont terrestre, encore hypothétique, qui aurait relié au Paléogène, via l'île de GrANoLA (également hypothétique), les Grandes Antilles à l'Amérique du Sud. Le terme est construit à partir de l'acronyme anglais GAAR, pour  Greater Antilles-Aves Ridge (« Crête Grandes Antilles-Aves »).

## Géographie
Le GAARlandia correspond aux hauts-fonds d'orientation nord-sud situés entre le nord des Petites Antilles (à l'est de Porto Rico) et le nord du Venezuela, en passant par l'isla de Aves.
Le GAARlandia aurait constitué un pont terrestre pendant la transition de l'Éocène à l'Oligocène, il y a 35 à 33 millions d'années, grâce à une combinaison de l'élévation tectonique de la région et de la baisse globale du niveau de la mer.

## Faune
La connexion avec le nord de l'Amérique du Sud a permis aux animaux et aux plantes de se propager dans les Grandes Antilles. Les paresseux terrestres, les singes antillais, les porcs-épics, les hutias et les cabiais, entre autres, sont ou ont été trouvés dans les Grandes Antilles et ont une origine sud-américaine.

## Proto-GAARlandia
On appelle Proto-GAARlandia un prédécesseur présumé du GAARlandia. Au Crétacé supérieur et au Paléocène inférieur, il doit y avoir eu un pont terrestre entre l'Amérique du Nord et l'Amérique du Sud, étant donné l'arrivée de mammifères appartenant aux Theria dans ce dernier continent au cours de cette période. Un proto-GAARlandia semble être le meilleur candidat pour ce pont terrestre interaméricain qui a rendu possible le premier échange biotique américain (faisant référence au grand échange biotique américain ultérieur). Ce proto-GAARlandia a pu être formé par l'activité volcanique, contrairement au GAARlandia. Ce pont terrestre aurait été soulevé en réponse au déplacement de la plaque sud-américaine vers le sud-ouest.